# 因达亚比拉
因达亚比拉是巴西米纳斯吉拉斯州的一个市镇。总面积1011.181平方公里，总人口7482人，人口密度7.4人/平方公里。